# Kisapostag
Kisapostag is een plaats (község) en gemeente in het Hongaarse comitaat Fejér. Kisapostag telt 1259 inwoners (2001).